# Ministerstwo Spraw Wewnętrznych (Polska)
Ministerstwo Spraw Wewnętrznych – urząd administracji rządowej obsługujący ministra właściwego do spraw wewnętrznych, odpowiedzialnego przede wszystkim za nadzór organów utrzymujących w państwie bezpieczeństwo i porządek publiczny.
W Polsce na przestrzeni lat w za sprawy wewnętrzne odpowiadali ministrowie stojący na czele następujących struktur:
- II Rzeczpospolita Polska:
  - Ministerstwo Spraw Wewnętrznych (1 lutego 1918 r. – 30 września 1939 r.)

- Polska Ludowa:
  - Resort Bezpieczeństwa Publicznego (21 lipca 1944 r. – 31 grudnia 1944 r.)
  - Ministerstwo Bezpieczeństwa Publicznego (31 grudnia 1944 r. – 14 grudnia 1954 r.)
  - Komitet do spraw Bezpieczeństwa Publicznego (przejmował część związaną ze służbami specjalnymi) (1954-56 r.)
  - Ministerstwo Spraw Wewnętrznych (14 grudnia 1954 r. – 1 sierpnia 1990 r.)

- III Rzeczpospolita Polska:
  - Ministerstwo Spraw Wewnętrznych (1 sierpnia 1990 r. – 1 stycznia 1997 r.)
  - Ministerstwo Spraw Wewnętrznych i Administracji (1 stycznia 1997 r. – 18 listopada 2011 r.)
  - Ministerstwo Spraw Wewnętrznych (18 listopada 2011 r. – 16 listopada 2015 r.)
  - Ministerstwo Spraw Wewnętrznych i Administracji (od 16 listopada 2015 r.)